# Lithobates sierramadrensis
La rana de la Sierra Madre Occidental (Lithobates sierramadrensis) es una especie de anfibio anuro de la familia Ranidae. Mide apenas 1cm de largo y es de tonos de color café.  Es endémica del centro sur de México. Está sujeta a protección especial (Pr) por la NOM-059 de México y considerada vulnerable (VU) por la lista roja de la IUCN.

## Distribución geográfica
Esta especie es endémica del suroeste de México. Habita en la Sierra Madre del Sur en los estados de Guerrero y Oaxaca.

## Descripción
Lithobates sierramadrensis mide aproximadamente de 70 a 90 mm de largo: la publicación original muestra tres especímenes, uno juvenil que mide 44.5 mm y dos adultos, uno de 70 mm y el otro de 91 mm. Su espalda es de un rayo marrón en los flancos y salpicado con manchas indistintas de color marrón oscuro.

## Etimología
Su nombre de especie, compuesto por sierramadr[e] y el sufijo latín -ensis, significa "que vive en, que habita", y le fue dado en referencia al lugar de su descubrimiento, la Sierra Madre del Sur.

## Publicación original
- Taylor, 1939 "1938" : New Species of Mexican Tailless Amphibia. The University of Kansas Science Bulletin, vol. 25, n.º 1, p. 385-405[6]